# Strippen (bevalling)
Strippen kan een manier zijn om de bevalling op gang te brengen bij iemand die zwanger is. Een verloskundige of gynaecoloog probeert bij de baarmoedermond en baarmoederhals (cervix) de vruchtvliezen wat los te maken. Dit kan alleen als de baarmoedermond rijp is en al wat open staat ('ontsluiting'). Dit is pas het geval aan het eind van de zwangerschap. Het hormoon prostaglandine speelt hierbij een rol. 

## Wanneer
De bevalling vindt plaats bij een gemiddelde postmenstruele leeftijd van 40 weken. Aan het begin van de zwangerschap wordt op basis daarvan de datum uitgerekend waarop de bevalling naar verwachting plaatsvindt. Strippen wordt toegepast als iemand bijna twee weken over tijd is (dus bij een postmenstruele leeftijd van bijna 42 weken) of als iemand uitgerekend/uitgeteld is en veel last van voorweeën heeft.

## Hoe
Om te strippen moet de verloskundige een inwendig onderzoek doen en voelen of de baarmoedermond al iets open staat. Vaak heeft men aan het eind van de zwangerschap al iets ontsluiting. Als de baarmoedermond al aan het verweken en verstrijken is en er is 1 centimeter ontsluiting dan kan de verloskundige met een vinger de baarmoedermond ingaan en de vliezen losmaken van de wand van de baarmoeder. De vliezen worden alleen losgemaakt van de wand, ze worden dus niet beschadigd. Door dit losmaken wordt de baarmoeder geprikkeld en komt er oxytocine vrij; net voldoende om het lichaam aan te zetten tot de bevalling.

## Resultaat
Strippen is geen garantie dat iemand gaat bevallen. Het is een poging om het 'op gang te helpen'. Heel vaak veroorzaakt het strippen alleen meer voorweeën en zet de bevalling nog niet door.